# Boxe nos Jogos Pan-Americanos de 2011 - Peso meio-médio-ligeiro
A categoria meio-médio-ligeiro do boxe nos Jogos Pan-Americanos de 2011 foi disputada entre 21 e 28 de outubro na Arena Expo Guadalajara, em Guadalajara, com 12 boxeadores.

## Calendário
Horário local (UTC-6).
| Data          | Horário | Fase             |
| ------------- | ------- | ---------------- |
| 21 de outubro | 18:00   | Preliminares     |
| 22 de outubro | 18:00   | Quartas-de-final |
| 25 de outubro | 19:00   | Semifinais       |
| 28 de outubro | 19:00   | Final            |

## Medalhistas
| Ouro   | CUB Roniel Iglesias                     |
| Prata  | BAH Valentino Knowles                   |
| Bronze | BRA Everton Lopes VEN Joelvis Hernández |

## Resultados

### Chave
|  | Preliminares          | Preliminares          | Preliminares |  |  | Quartas-de-final      | Quartas-de-final      | Quartas-de-final      |    |                       | Semifinal             | Semifinal             | Semifinal |  |  | Final | Final | Final |
|  |                       |                       |              |  |  |                       |                       |                       |    |                       |                       |                       |           |  |  |       |       |       |
|  |                       |                       |              |  |  |                       |                       |                       |    |                       |                       |                       |           |  |  |       |       |       |
|  |                       |                       |              |  |  | ECU Anderson Rojas    | ECU Anderson Rojas    | 9                     |    |                       |                       |                       |           |  |  |       |       |       |
|  | PAN César Rivas       | PAN César Rivas       | 10           |  |  | VEN Joelvis Hernández | VEN Joelvis Hernández | 10                    |    |                       |                       |                       |           |  |  |       |       |       |
|  | VEN Joelvis Hernández | VEN Joelvis Hernández | 14           |  |  |                       |                       |                       |    | VEN Joelvis Hernández | VEN Joelvis Hernández | 6                     |           |  |  |       |       |       |
|  | NCA Luis Amador       | NCA Luis Amador       | 7            |  |  |                       | BAH Valentino Knowles | BAH Valentino Knowles | 11 |                       |                       |                       |           |  |  |       |       |       |
|  | BAH Valentino Knowles | BAH Valentino Knowles | 17           |  |  | BAH Valentino Knowles | BAH Valentino Knowles | 17+                   |    |                       |                       |                       |           |  |  |       |       |       |
|  |                       |                       |              |  |  | ARG Fabián Maidana    | ARG Fabián Maidana    | 17                    |    |                       |                       |                       |           |  |  |       |       |       |
|  |                       |                       |              |  |  |                       |                       |                       |    |                       | BAH Valentino Knowles | BAH Valentino Knowles | 14        |  |  |       |       |       |
|  |                       |                       |              |  |  |                       | CUB Roniel Iglesias   | CUB Roniel Iglesias   | 22 |                       |                       |                       |           |  |  |       |       |       |
|  |                       |                       |              |  |  | PUR Antonio Ortiz     |                       |                       |    |                       |                       |                       |           |  |  |       |       |       |
|  | BRA Everton Lopes     | BRA Everton Lopes     | RSCH         |  |  | BRA Everton Lopes     | BRA Everton Lopes     | RET                   |    |                       |                       |                       |           |  |  |       |       |       |
|  | DOM Ricardo García    | DOM Ricardo García    |              |  |  |                       |                       |                       |    | BRA Everton Lopes     | BRA Everton Lopes     | 9                     |           |  |  |       |       |       |
|  | MEX Juan Pablo Romero | MEX Juan Pablo Romero | 10           |  |  |                       | CUB Roniel Iglesias   | CUB Roniel Iglesias   | 18 |                       |                       |                       |           |  |  |       |       |       |
|  | CUB Roniel Iglesias   | CUB Roniel Iglesias   | 17           |  |  | CUB Roniel Iglesias   | CUB Roniel Iglesias   | 19                    |    |                       |                       |                       |           |  |  |       |       |       |
|  |                       |                       |              |  |  | GUA José Virula López | GUA José Virula López | 10                    |    |                       |                       |                       |           |  |  |       |       |       |
|  |                       |                       |              |  |  |                       |                       |                       |    |                       |                       |                       |           |  |  |       |       |       |